# Николаев, Михаил Михайлович
Михаил Михайлович Николаев (10 октября 1929, Кузовково, Московская область — не ранее 1997) — советский передовик производства, фрезеровщик научно-производственного комплекса «Система» НПО «Электронмаш» Министерства электротехнической промышленности и приборостроения СССР. Полный кавалер ордена Трудовой Славы (1975, 1981, 1990).

## Биография
Родился 10 октября 1929 года в деревне Кузовково (ныне — в Торжокском районе Тверской области) в рабочей семье.
Жил и учился в средней школе Ленинграда. В период Великой Отечественной войны в подростковом возрасте начал свою трудовую деятельность разнорабочим в колхозе деревни Таложня, Торжковского района Калининской области.
С 1946 года после окончании Ленинградской школы фабрично-заводского обучения и получения специальности матрос 1-го класса работал матросом в Ленинградском морском торговом порту. В 1950 году призван в ряды Советской армии, служил авиамехаником в Североморске.
С 1954 года, после увольнения из Вооружённых Сил, работал учеником фрезеровщика и фрезеровщиком на оборонном предприятии Ленинграда — научно-производственном комплексе «Система» научно-производственного объединения «Электронмаш» Министерства электротехнической промышленности и приборостроения СССР, был высококвалифицированным специалистом в области металлообработки и рационализатором. Был постоянным участником Всесоюзной выставки достижений народного хозяйства (ВДНХ СССР), за свои работы четыре раза был удостоен золотой медали ВДНХ. Был одним из участников создания и проведения испытаний многоразовой транспортной космической системы (МТКС) Энергия — Буран.
24 апреля 1975 года году Указом Президиума Верховного Совета СССР «за высокие производственные показатели, систематическое перевыполнение норм выработки и планов» Михаил Михайлович Николаев был награждён Орденом Трудовой Славы 3-й степени.
16 декабря 1981 года году Указом Президиума Верховного Совета СССР «за достижение высокой производительности труда, изготовление продукции высокого качества» Михаил Михайлович Николаев был награждён Орденом Трудовой Славы 2-й степени.
30 декабря 1990 года году Указом Президиума Верховного Совета СССР «за заслуги в создании и проведении испытаний многоразовой космической системы „Энергия — Буран“» Михаил Михайлович Николаев был награждён Орденом Трудовой Славы 1-й степени, стал полным кавалером ордена Трудовой Славы.
После выхода на заслуженный отдых (1996) жил в Ленинграде. Дата смерти не установлена.

## Награды
- Орден Трудовой Славы I степени (30.12.1990)
- Орден Трудовой Славы II степени (16.12.1981)
- Орден Трудовой Славы III степени (24.04.1975)
- Медаль «За трудовое отличие» (06.04.1970)
- Четыре Золотые медали ВДНХ